# Tanner (Washington)
Tanner az Amerikai Egyesült Államok északnyugati részén, Washington állam King megyéjében elhelyezkedő statisztikai település. A 2010. évi népszámlálási adatok alapján 1018 lakosa van.

## Népesség
A település népességének változása:
| Lakosok száma | 2966 | 1018 | 774  |
|               | 2000 | 2010 | 2020 |